# František Faltus
František Faltus (* 5. Januar 1901 in Wien; † 6. Oktober 1989 in Prag) war ein tschechoslowakischer Bauingenieur und führender Stahlbauexperte in der Tschechoslowakei.

## Leben
Faltus studierte von 1918 bis 1923 Bauingenieurwesen an der TH Wien, an der er mit der Dissertation Beitrag zur Berechnung unbestimmter Stabwerke 1923 promoviert wurde. Danach war er beim Stahlbauer Waagner-Biró in Wien und ab 1926 bei Škoda in Pilsen. Er unterstützte mit großem Enthusiasmus die Einführung von Schweißtechniken im Stahlbau für Brücken und andere Bauwerke und war auf diesem Gebiet ein Pionier. 1930 entwarf er in Pilsen die erste vollständig geschweißte Stahl-Fachwerkbrücke gefolgt von der ersten vollständig geschweißten Bogenbrücke, ebenfalls in Pilsen. Auch seine Stahlbrücke mit Verbundträger als Fahrbahn in Bytča war 1952 eine Neuerung.
1945 wurde er Professor für Stahlbau an der Technischen Hochschule Prag (den Lehrstuhl bot man ihm schon 1938 an, wegen der deutschen Besetzung konnte er ihn aber nicht antreten).
Neben geschweißten Stahlbauten befasste er sich auch mit Knicken und Theorie der Stahlbogenkonstruktionen.
Er war Ehrenmitglied der International Association for Bridge & Structural Engineering (IABSE), Ehrendoktor der TH Dresden und korrespondierendes Mitglied der Tschechoslowakischen Akademie der Wissenschaften.

## Schriften
- Schweißen. Prag 1947, 1955 (tschechisch).
- Stahlbauelemente. Prag 1951, 1962 (tschechisch).
- Joints with fillet welds. Elsevier, 1985.